# بيت العنبسي (بني مطر)

تعديل مصدري - تعديل

بيت العنبسي هي إحدى قرى عزلة البروية بمديرية بني مطر التابعة لمحافظة صنعاء، بلغ تعداد سكانها 272 نسمة حسب تعداد اليمن لعام 2004.